# Sam Hunt
Sam Hunt (ur. 8 grudnia 1984 w Cedartown w amerykańskim stanie Georgia) – amerykański piosenkarz i autor piosenek.

## Dyskografia

### Albumy studyjne
- Montevallo (2014)

### Mixtape’y
- Between the Pines (2015)

### Minialbumy (EP)
- X2C (2014)
- Spotify Sessions (2015)
- Spotify Sessions II (2015)